# José Urruzmendi
José Eusebio Urruzmendi Aycaguer (1944. augusztus 25. –) uruguayi válogatott labdarúgó.

## Pályafutása

### A válogatottban
1965 és 1967 között 21 alkalommal szerepelt az uruguayi válogatottban és 6 gólt szerzett. Részt vett az 1966-os világbajnokságon és az 1967-es Dél-amerikai bajnokságon.

## Sikerei, díjai
Nacional
- Uruguayi bajnok (2): 1963, 1966

Defensor Sporting
- Uruguayi bajnok (1): 1976

Uruguay
- Dél-amerikai bajnokság bajnok (1): 1967